# G2 (hunebed)
Hunebed G2 is een voormalig hunebed in de Nederlandse provincie Groningen. Waarschijnlijk is het hunebed gesloopt in de 11e eeuw.
Het had een vloerlengte van 11 meter. Er zijn scherven van 400 stuks aardewerk van de trechterbekercultuur aangetroffen. Het hunebed werd rond 3300 v.Chr. gebouwd en werd tot 2900 v.Chr. gebruikt.
Het bevond zich ten westen van de Appelbergen en ten oosten van Glimmen, nagenoeg aan de Oude Schoolweg. Ongeveer 250 meter zuidwestelijker lag hunebed G3. De locatie van beide hunebedden wordt regelmatig foutief verwisseld.